# شمس‌الدین سخاوی
شمس‌الدین سخاوی (۸۳۱-۹۰۲ق/۱۴۲۸-۱۴۹۷م) تاریخ‌نگار، محدث و عالِم مصری بود.

## زندگی
نسب کاملش «شمس‌الدین ابوالخیر محمد بن عبدالرحمان بن محمد بن ابی‌بکر ابن عثمان بن محمد سخاوی» ذکر شده است. ریشهٔ خانوادگی‌اش از سخا (کفر الشیخ) بود اما زادگاه خودش قاهره، در ژانویه ۱۴۲۸/ ربیع‌الاول ۸۳۱ بود. از ابن حجر عسقلانی دانش آموخت و از شاگردان برجسته‌اش به شمار می‌رفت. پس از درگذشت استادش، به شهرهایی از مصر سفر کرد؛ سپس به شام و حجاز بارها رفت: بار نخست در ۸۷۰ حج گذارد، بار دوم در ۸۸۵ق، بار سوم در ۸۹۶ق. تا سال ۸۹۸ق در مکه بماند. درگذشتش در مدینه، در ۱۰ مه ۱۴۹۷/ ۲۸ شعبان ۹۰۲ق بود.

## آثار
- التحفة اللطیفة فی تاریخ المدینة الشریفة
- الضوء اللامع لأهل القرن التاسع
- الإعلام بالتوبیخ لمن ذم التاریخ،
- وجیز الکلام بذَیل دُول الاسلام،
- الکوکب المضیء،
- التِبر المسبوک فی ذیل السلوک،
- القول المُنبی عن ترجمة ابن عربی

## شاگردان
از جمله شاگردان برجسته اش می توان به فضل الله بن روزبهان خنجی اشاره کرد.